# Мацумура Госюн

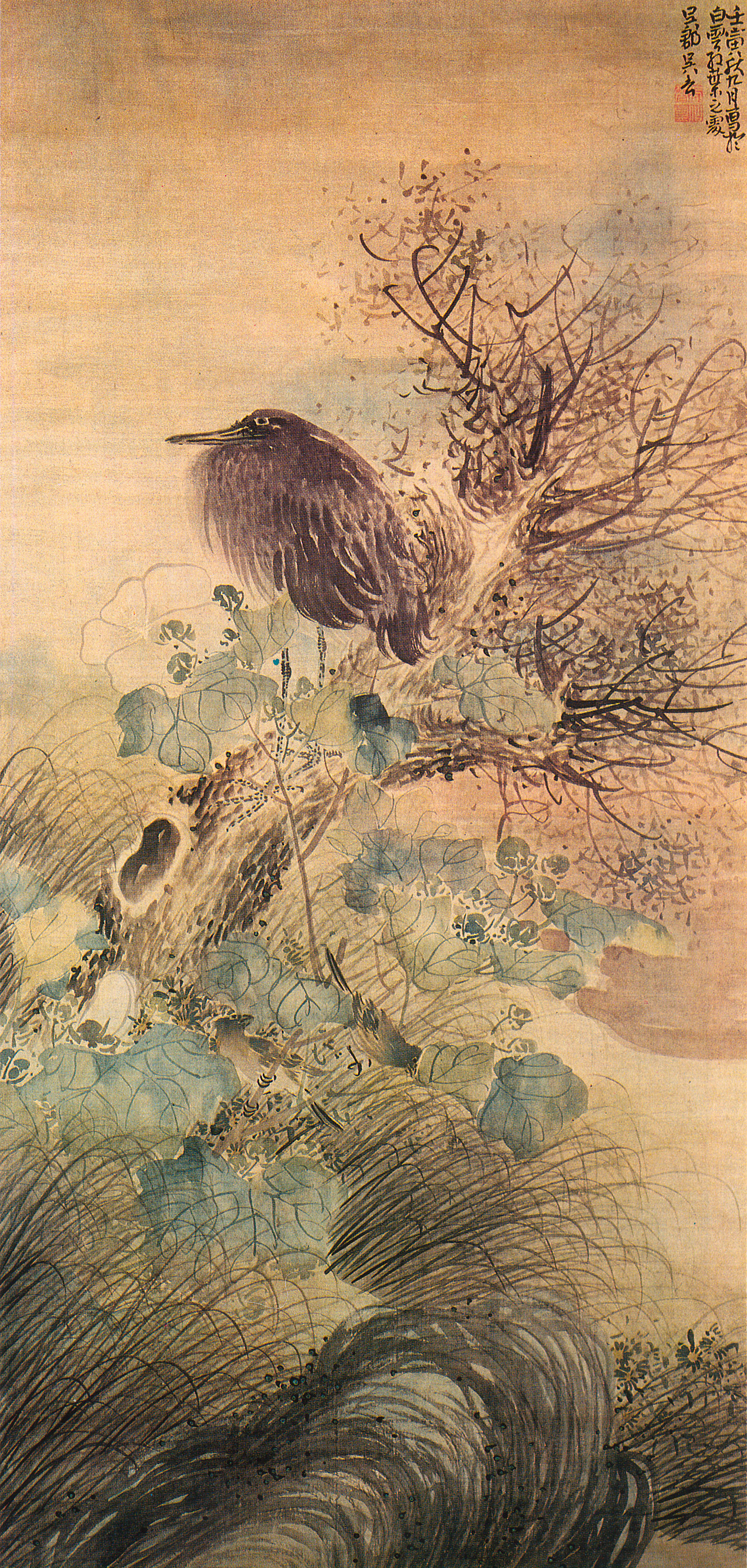
Гибискус и серая цапля на стволе дерева (1782)

Мацумура Госюн (яп. 松村 呉春, также Мацумура Гэккэй 松村 呉春; 28 апреля 1752, Овари — 4 сентября 1811, Киото) — японский художник, основатель школы живописи Сидзё.

## Жизнь и творчество
Госюн родился в семье чиновника императорского монетного двора киндза (金座), был старшим из его шести сыновей. По желанию своих родителей уже в юности изучал китайскую и японскую культуры, живопись, каллиграфию, поэзию, классическую историю и литературу. Его первые преподаватели были мастера литературной живописи, обучавшие также и классическому китайскому художественному стилю. Под их руководством Госюн занимается поэзией хайку, особенно успешной была его учёба у знаменитого поэта и художника Ёсы Бусона.
Успех к художнику пришёл не сразу; в этом ему помог учитель Ёса Бусон, познакомивший Госюна с богатыми купцами из провинции, интересовавшимися искусством, и охотно делавшими заказы. 1781 год был для Мацумуры Госюна трагическим — скончались его жена и отец, а учитель Ёса Бусон неизлечимо заболел и уже не мог далее поддерживать своего ученика. В связи с этим художник покидает родной дом в квартале Сидзё, в Киото, и переезжает в городок Икеда близ Осаки. В этот период Госюн пишет картины в стиле своего учителя Ёсы.
В 1787 году Госюн входит в круг, близкий мастеру Маруяме Окё, и работает над украшением храма Дайдзё-дзи в префектуре Хёго. Профессиональные связи между Окё и Госюном со временем переросли в дружеские; после большого пожара, опустошившего Киото, оба художника на некоторое время вместе нашли убежище в одном из храмов. В 1789 году Госюн возвращается в родной квартал Сидзё и пишет полотна, в которых использует и стиль Окё. В то же время сам Окё никогда не называл Госюна своим учеником, хотя в записях работ храма Дайдзё-дзи Госюн указан как лучший ученик мастера Окё. Окё считал Госюна своим другом равной ему художественной величины и помог ему выработать свой собственный, оригинальный художественный стиль, совмещавший достижения школы окё и литературной живописи. После смерти Окё в 1795 году Госюн создаёт свою собственную школу сидзё, в которой рисует и преподаёт до своей смерти.